# Eupatrides soelaensis
Eupatrides soelaensis är en insektsart som beskrevs av Willemse, C. 1935. Eupatrides soelaensis ingår i släktet Eupatrides och familjen Chorotypidae. Inga underarter finns listade i Catalogue of Life.